# فوتشي أنيقة
فوتشي أنيقة (الاسم العلمي: Vochysia elegans) هو نوع من النباتات يتبع جنس الفوتشي من الفصيلة الفوتشية.